# 明頓斯維爾 (北卡羅萊納州)
明頓斯維爾（英語：Mintonsville）是位於美國北卡羅萊納州蓋茨縣的非建制地區。

## 歷史
明頓斯維爾的郵局於1827年設立，其後於1905年停運。

## 地理
明頓斯維爾所處的海拔為高於海平面8米（即26英呎），而該地所採用的時區為UTC-5，即北美东部时区（EST）。同時該地設有夏令時間，為UTC-5調快一小時，即UTC-4（EDT）。